# Adios Nugoro amada
Adios Nugoro Amada è un album del Coro di Nuoro, pubblicato nel 1972 dalla Joker; è una raccola di canti tradizionali sardi  in logudorese e nuorese. Gli arrangiamenti sono di Gian Paolo Mele.

## Tracce

### Lato A
1. Zia Tatana Faragone - 4:34, (nuorese, gosos)
2. Bobore Ficumurisca - 1:38, (nuorese, gosos)
3. Passu torrau - 3:07 , (solista T. Cucca) trad.
4. A Diosa -  3:42 (Salvatore Sini, Giuseppe Rachel) arr.G. P. Mele
5. Su Dillu - 2:54, (solista T. Cucca) trad.
6. Muttos a tenore - 3:13, (Coro di Nuoro)

### Lato B
1. Sa cozzula - 2:51 (Coro di Nuoro)
2. Ballo sardo - 2:27 (Solista G. Todde) trad.
3. Tenores a sa nugoresa - 3:20, Coro di Nuoro) trad.
4. Sa danza -  2:32 , (Solista T. Tucca) trad.
5. Adios, Nugoro amada - 2:40,  (Gian Paolo Mele, Mele-Dejana)
6. Danza sarda -  2:42,  (Solista T. Todde) tradizionale
7. Su Ballu - 2:32 (solista T. Cucca) trad.